# 立正大学

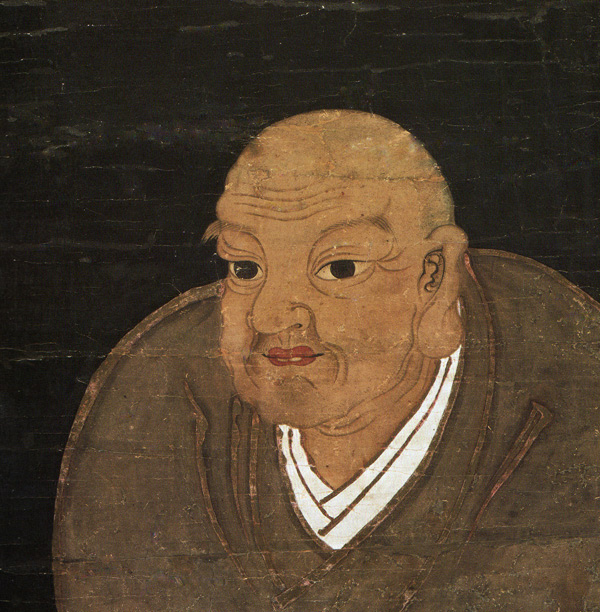
鎌倉仏教の宗旨のひとつ、日蓮宗の宗祖、日蓮

立正大学（りっしょうだいがく、英語: Rissho University）は、東京都品川区大崎に本部を置く日本の私立大学。1872年創立、1924年大学設置、旧制大学の一つ。日本の伝統仏教宗派の一つである日蓮宗僧侶の教育機関飯高檀林（1580年（天正8年））を淵源とする大学である。大学の略称は立正、立正大。
大学の名称「立正」とは、日蓮が39歳の時に執筆した「立正安国論」に由来している。1872年(明治5年)
に近代教育機関として東京芝二本榎の地に開学した。今日では、学校法人立正大学学園の運営のもとに9学部16学科および大学院7研究科を擁する総合大学である。
上記の通り、立正大学は日本の伝統仏教宗派の一つである日蓮宗の教蔵院日生を鼻祖とする日蓮宗僧侶の教育機関飯高檀林（1580年（天正8年）～1872年（明治5年））を淵源とし1872年（明治5年）に創立された。歴史と伝統を有し、広辞苑にも掲載されている大乗仏教を源とする旧制大学（大学令による大学設置は1924年（大正13年））の一つである。

## 概観

### 建学の精神（校訓・理念・学是）
立正大学は日蓮教学のひとつ、すなわち立正（正しき教えを立て国と社会の安寧や和平のために尽くす）の精神に学ぶことを建学の理念とする。また、立正精神は次の三つの誓いに現されている。
- 真実を求め至誠を捧げよう
- 正義を尊び邪悪を除こう
- 和平を願い人類に尽そう

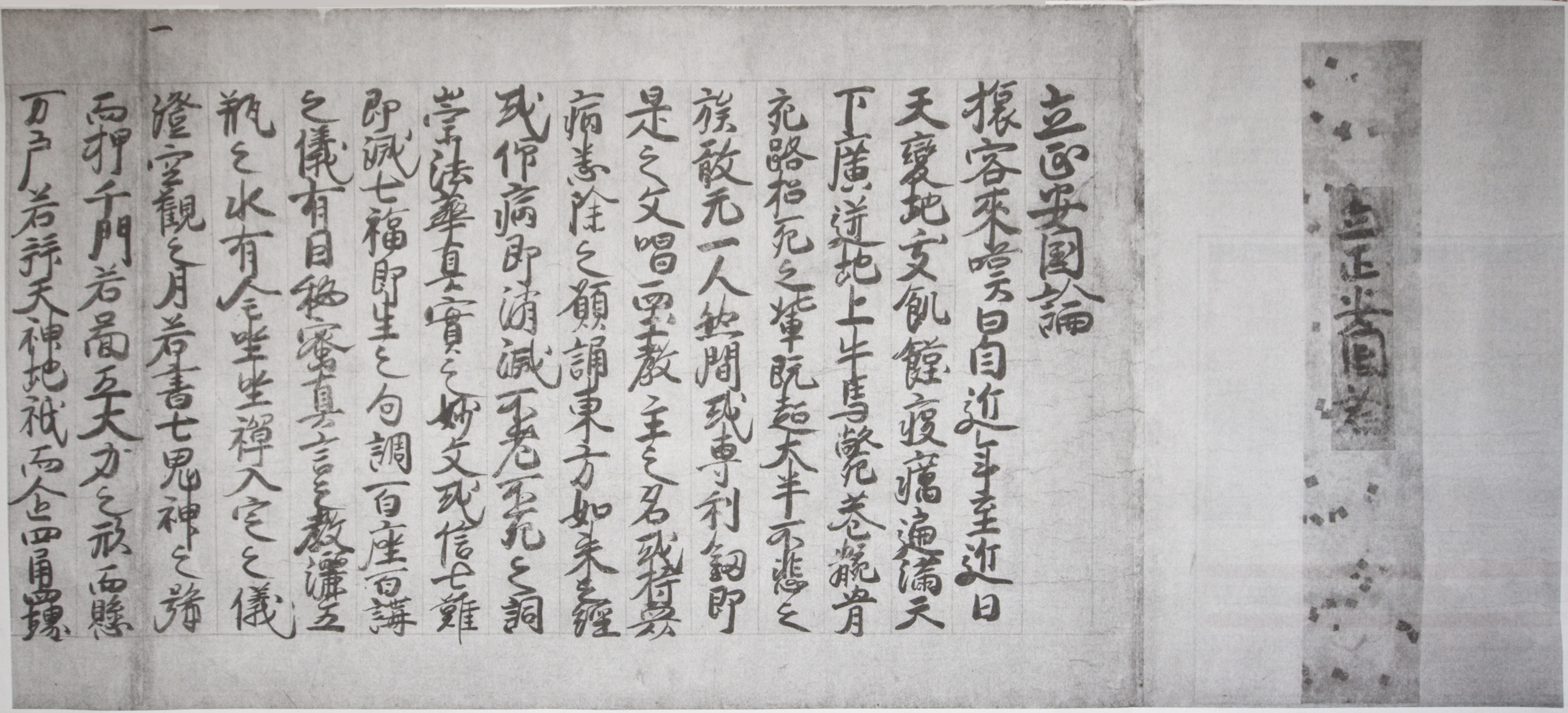
『立正安国論』巻頭部分（日蓮撰・筆、法華経寺蔵、国宝）

大学の名称は日蓮の代表文書で文応元年7月16日（当時のユリウス暦で1260年8月24日、現在のグレゴリオ暦に換算すると1260年8月31日）に時の最高権力者にして前執権（得宗）である北条時頼（鎌倉幕府第5代執権）に提出した『立正安国論』に由来する。日蓮が真の持経者として社会に貢献する生き方を実践できたのは、日本の柱・日本の眼目・日本の大船になるという若き日の誓願に基づく「三大誓願」を立てたためであるということが、流罪地の佐渡で著した『開目抄』に表現されているとして、第16代学長の石橋湛山（後の第55代内閣総理大臣）が、これを現代風に言い換えたものを建学の精神としている。また建学の精神に基づき「『モラリスト×エキスパート』を育む。」を学園メッセージとして掲げており、この立正精神を体得し、時代に適応した知識と技術を修め、人類社会に寄与することを目標としている。

### 教育および研究[3][4]
仏教学研究所の1つである法華経文化研究所は、設立当初より漢文はもとよりインドやシルクロードなどのアジア諸地域で発見されたサンスクリット語や、チベット語等の写本の研究において世界的に最も有名な研究所の一つである。日蓮教学研究所では、日蓮研究の基本文献である『昭和定本日蓮聖人遺文』『日蓮聖人遺文辞典』の編纂をはじめその活動は学界で高い評価を得ている。また、立正大学は仏教系大学であるものの、歴史学、地理学、心理学、経営学の教育・研究に定評があり、現在、大学院地球環境科学研究科は「文部科学省私立大学学術研究高度化推進事業・オープンリサーチセンター整備事業」に選定され、また「大学研究高度化推進」にキャリア形成支援が採択されている。近年は、心理学の研究に力を入れており多くの臨床心理士を輩出している。2002年の心理学部開設と同時に発足した心理学研究所は、主に臨床心理学、基礎・応用心理学・教育学、対人・社会心理学の3領域から、心理学に関する幅広い研究・調査・技術開発を行っている。熊谷キャンパスのある熊谷市周辺では社会福祉学部の学生によってボランティア活動が盛んに行われている。また社会福祉学科は、ソーシャルワークコースと教育福祉・社会デザインコースの2コースが設けられ多くの社会福祉士・精神保健福祉士を輩出しており、子ども教育福祉学科はNPO法人リトミック研究センターの「リトミック指導資格認定指定校」となっている。

### 学風および特色
学風は自由闊達な学風でありゼミやサークル活動も盛んである。カリキュラムの特色として4年間を通じて教養的科目と専門科目を並行して履修する「並行履修制」を採用している。また資格取得のためのさまざまな対策講座や課程などを設けており、キャリアサポートセンターでは「キャリア開発プログラム」として単位取得も可能な各種講座を開講し、さらに「職場体験型」インターンシップを積極的に実施している。

## 沿革

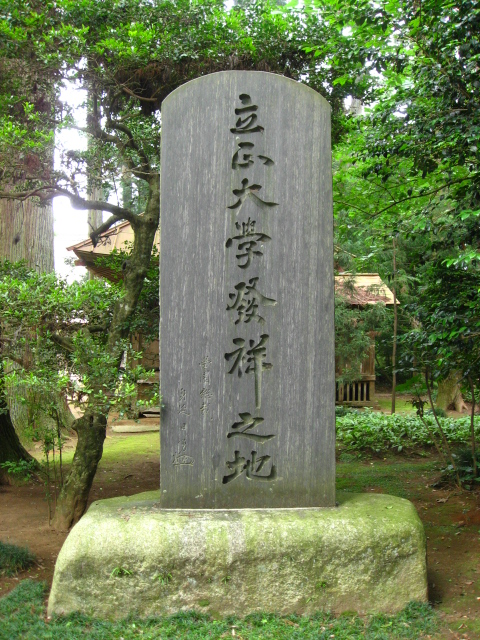
飯高寺に設置された立正大学発祥之地の碑

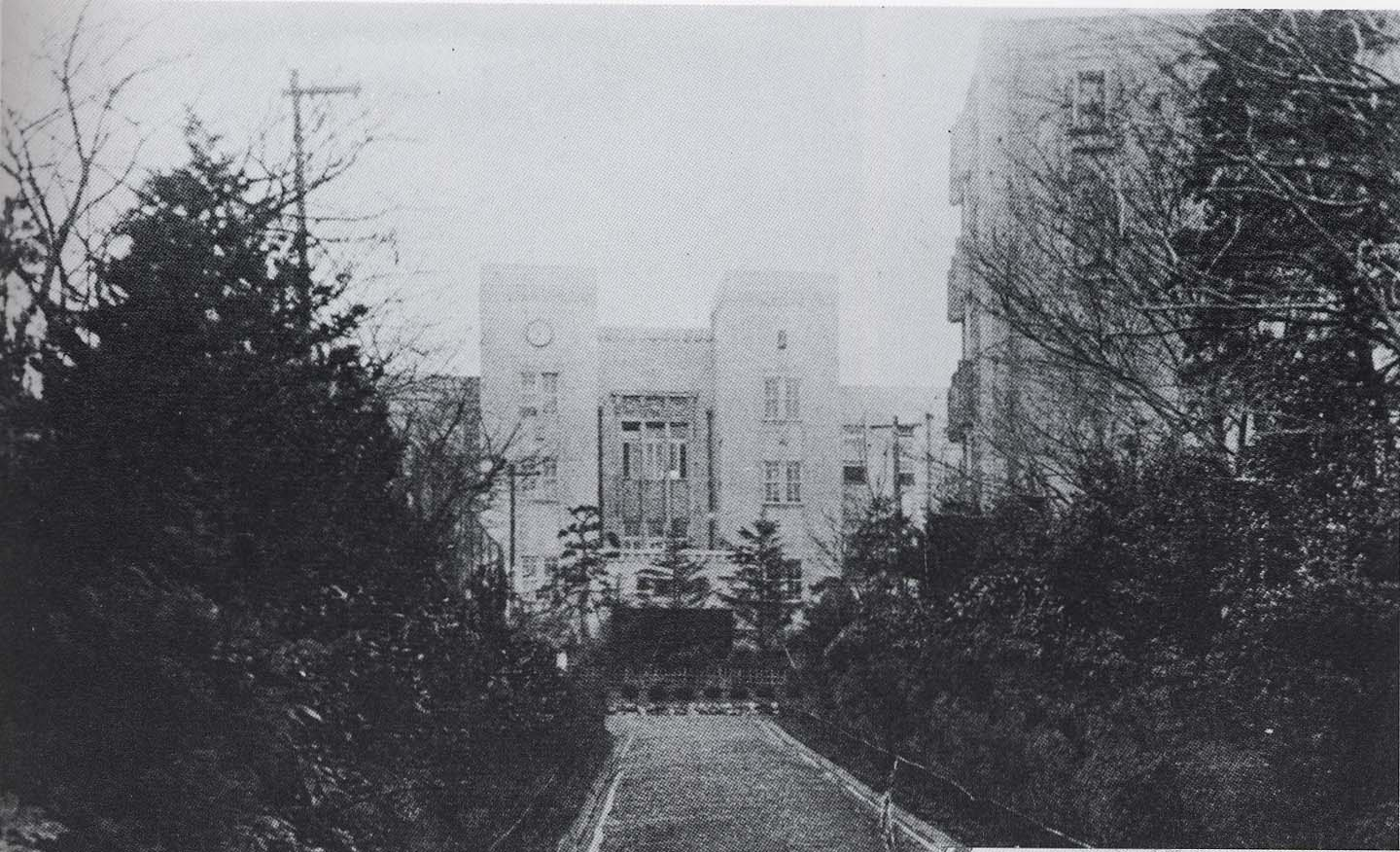
1923年当時の立正大学本館

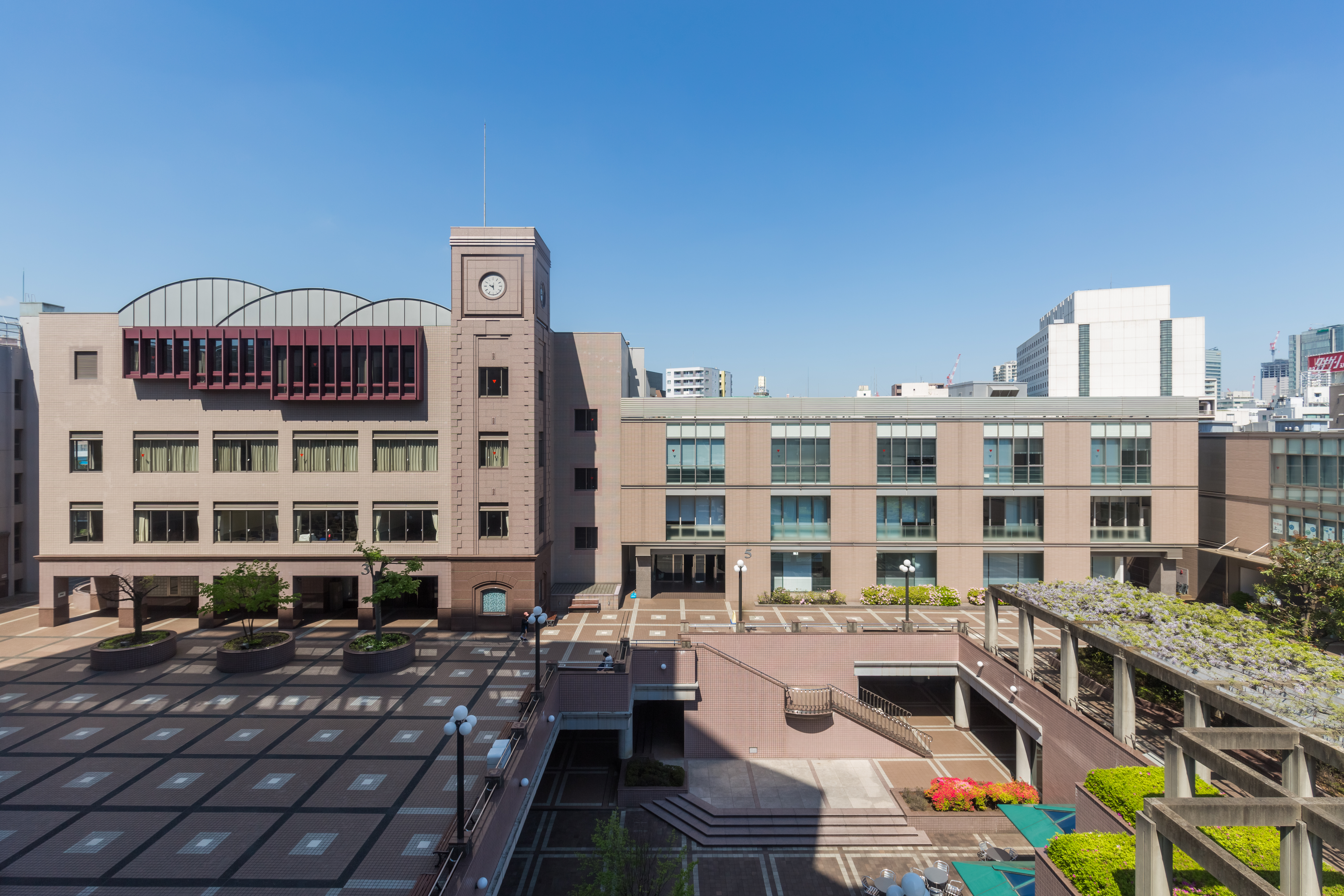
品川キャンパス

### 略歴
学校法人立正大学学園は、1580年（天正8年）に設立された日蓮宗僧侶の教育機関を淵源とし、400年以上の歴史を有する。1872年（明治5年）、東京芝二本榎に日蓮宗小教院を設立し、これをもって立正大学創立の起点としている。
1924年（大正13年）に大学令により旧制大学として開学した。仏教学は元より、心理学、歴史学、地理学の研究にも力を入れており、心理学部を首都圏の大学で最初に設置し、史学科は日本の私大で最古の歴史を持つ。特に考古学は、早くから仏教考古学の分野を開拓して、わが国の考古学界に独自の地位を占めている。地球環境科学部を国内で最初に立ち上げ、そこに属する地理学科は国内最古の歴史を持つ。なお、2021年（令和3年）には9つ目の教育研究組織となるデータサイエンス学部を設置した。

### 年表[1]
- 1580年 - 日蓮宗の教育機関として、下総国飯高郷（現・千葉県匝瑳市飯高）に飯高檀林を創立
- 1872年 - 東京芝二本榎に日蓮宗小教院を設立。小教院は立正大学開学の起点となる教育研究機関。尚、檀林は1875年に廃止
- 1904年 - 専門学校令による日蓮宗大学林を谷山ヶ丘（現・品川区大崎）に設立
- 1907年 - 日蓮宗大学林を日蓮宗大学に改称し、研究科・大学科（本科および予科）・中等科・予修科を設置
- 1916年 - 火災により教室棟など9棟を焼失する
- 1919年 - 財団法人日蓮宗大学設立認可。
- 1920年 - 大学科を大学部と改称し、予科の修業年限を2年に延長する
- 1924年 - 大学令による立正大学を設立。文学部（宗教学科、哲学科、社会学科、史学科、文学科）、予科、及び研究科を設置する
- 1925年 - 日蓮宗大学を立正大学専門部と改称。宗教科、国語漢文科、歴史地理科を設置する
- 1926年 - 専門部国語漢文科と歴史地理科をあわせて高等師範科と改める
- 1941年 - 立正大学報国会を結成
- 1945年 - 第二次世界大戦による戦災のため大学講堂・寮、中学校舎等を焼失する
- 1947年 - 文学部に地理学科を設置。立正中学校を設置。
- 1948年 - 立正高等学校を設置。
- 1949年 - 学校教育法により新制大学となる。仏教学部一部（宗学科・仏教学科）、仏教学科二部（宗学科）、文学部一部（哲学科・史学科・国文科・社会学科）、文学部二部（史学科、国文学科、地理学科）を設置する
- 1950年 - 文学部に英文学科を設置。新たに経済学部、短期大学部を設置する。
- 1951年 - 私立学校法により財団法人立正大学を改め、学校法人立正大学学園（立正大学、同短期大学部、立正大学付属立正中学校・高等学校）となる 。大学院文学研究科を設置。旧制専門部廃止
- 1952年 - 後に内閣総理大臣となる石橋湛山が第16代学長に就任する。仏教学部仏教学科に仏教学仏教史コースと仏教文化コースを設置
- 1953年 - 旧制文学部地理学科廃止
- 1954年 - 体育館兼講堂竣工。創立50周年記念祝賀式を挙行
- 1957年 - 文学部一部地理学科を設置する。池上運動場を開設
- 1960年 - 人文科学研究所を設置。
- 1966年 - 熊谷校舎（現・熊谷キャンパス）を開設する
- 1967年 - 経営学部経営学科設置。1～2年生を熊谷キャンパスに移転する。
- 1970年 - 短期大学部を熊谷キャンパスに移転する
- 1981年 - 法学部を設置。仏教学部の就学校舎を1・2年は熊谷校舎、3・4年は大崎校舎（現・品川キャンパス）とする。仏教学部仏教学科のコースを仏教学コース・仏教文化コースに改める
- 1986年 - 文学部の英文学科を英米文学科に改組
- 1987年 - 大崎キャンパス再開発起工
- 1988年 - 大学院経済学研究科設置
- 1992年 - 大崎キャンパス再開発工事竣工。開学・開校120周年を機会に大崎キャンパスは最新鋭のハイテク機器を導入したインテリジェントキャンパスとして生まれ変わった
- 1994年 - 仏教学部（宗学科）、文学部（史学科、国文学科、英米文学科、社会学科、地理学科）で一部を昼間コース、二部を夜間主コースとする昼夜開講制を開始。大学院法学研究科設置
- 1995年 - 仏教学部仏教学科、文学部哲学科に昼夜開講制夜間主コースを設置
- 1996年 - 社会福祉学部（社会福祉学科、人間福祉学科）設置
- 1997年 - 熊谷校舎に新ユニデンスB館竣工
- 1998年 - 大学院経営学研究科、地球環境科学部 (環境システム学科、地理学科) 設置
- 2000年 - 大学院社会福祉学研究科、大学院地球環境科学研究科設置。
- 2001年 - 仏教学部、文学部（哲学科、史学科、国文学科、英米文学科、社会学科）、経営学部の昼間コースを昼間主コースに改める。文学部の国文学科、英米文学科の学生募集停止。短期大学部廃止認可
- 2002年 - 開学・開校130周年を機会に心理学部（臨床心理学科）設置。各学部の二部を廃止。仏教学部仏教学科のコースを仏教思想歴史専攻コースと仏教文化専攻コースに改める。文学部に文学科を設置。熊谷キャンパスの経済学部、経営学部の1～2年次を大崎キャンパスに移転
- 2004年 - 大崎キャンパスに11号館（総合学術情報センター）竣工。大学院心理学研究科設置。昼夜開講制昼間主コースをAコース、夜間主コースをBコースに改称
- 2005年 - 大崎キャンパス9号館（立正大学付属立正中学校・高等学校校舎及び大学教室）竣工
- 2006年 - 大崎キャンパス12号館（学生厚生棟）竣工。文学部、経営学部の夜間主コースを統合し、昼間開講一本化
- 2007年 - 大崎キャンパス5・6号館改築工事完成。仏教学部の昼夜開講制を改める。仏教学部、文学部の1～2年生の就学校舎を大崎キャンパスへ移転
- 2009年 - 熊谷キャンパス再開発第一期工事（アカデミックキューブ・メディアフォレスト・スポーツキューブ・スチューデントプラザ）竣工。経営学部Aコース、Bコースの区分を廃止して経営学部経営学科に一本化
- 2011年 - 心理学部（対人・社会心理学科）設置
- 2012年- 開学・開校140周年
- 2013年 - 立正中学校・高等学校が大崎キャンパスから馬込キャンパスに移転。
- 2014年 - 大崎キャンパスを品川キャンパスへ名称変更。法学部の履修キャンパスを熊谷キャンパスから品川キャンパスへ変更
- 2016年 - 仏教学部宗学科にコース制を導入し法華仏教コースと日本仏教コースを設置。仏教学部仏教学科のコースを思想・歴史コースと文化・芸術コースに改める。大学院社会福祉学研究科に教育福祉学専攻（修士課程）を設置
- 2018年 - 品川キャンパス改修工事開始
- 2021年 - 品川キャンパス6号館・13号館（150周年記念館）竣工。データサイエンス学部（データサイエンス学科）設置
- 2022年 - 開学・開校150周年

## 基礎データ

### 所在地
- 品川キャンパス - 東京都品川区大崎四丁目2番16号
- 熊谷キャンパス - 埼玉県熊谷市万吉1700

### 学生数総括
- 大学院生数   37人
- 大学学生数   10,114人
- 合計数   10,151人

（注）令和3年度

### 象徴

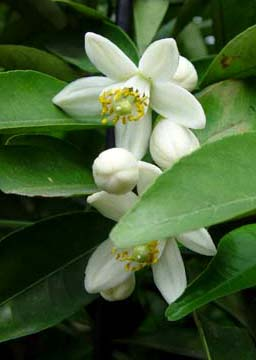
校章やスクールカラーの由来となった橘

#### 校章
立正大学の学章は、「大学」を橘（たちばな）が支えている。橘は、日蓮が好んだ植物であって、その純白な花の香りや、緑翠（りょくすい）の葉の輝きは、本学が、真実を求め・正義を尊び・和平を願って行学（ぎょうがく）に勤（いそし）む人々の園（その）であることを象徴するものである。

#### スクールカラー
スクールカラーのグリーンは、橘が常緑であることに由来するもので、学園にみなぎる新生（しんせい）の息吹（いぶき）と悠久の活力を現している。

#### マスコットキャラクター
立正大学（Rissho University）の略称である「RIS」はホームページやメールアドレスの一部に使われており、文字・言葉・響きが既に立正大学に浸透し、馴染んでいることから、「Rissho」の「RIS」と、学校法人立正大学学園の学園メッセージである「『モラリスト×エキスパート』を育む」の「モラリスト」を掛け、リスのマスコットキャラクターである「モラりす」が誕生した。また、この「モラりす」のネーミングは学生による投票で選ばれたものである。

#### シンボルマーク・ロゴ
シンボルマーク、ロゴタイプのデザインは日本を代表するグラフィックデザイナーである廣村正彰氏によるものであり、ひとつのＲからひとまわり大きいＲが生まれる形状は、未来への躍進とより広い社会へとつながっていくという意志を表しています。また、重なるふたつのＲは大学のブランドビジョンの「モラリスト」と「エキスパート」の象徴としている。
シンボルマークのカラーは若々しく明るい青色。見上げた緑翠の橘（スクールカラー）の先に望める青空のように清々しい青は、これからの学園に、在学生・生徒、校友、教職員で清廉な新しい「色」を加えていきたいという決意を表している。

#### 校歌
立正大学校歌（作詞：境野正、作曲：室崎琴月）

## 施設

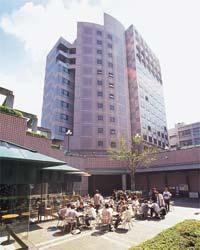
品川キャンパス

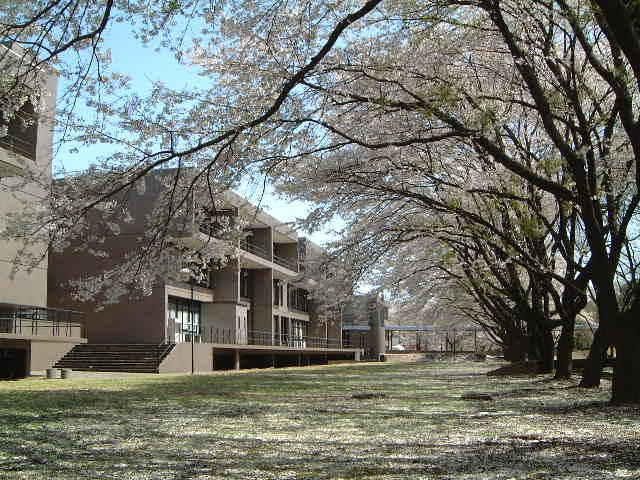
熊谷キャンパス

### 品川キャンパス

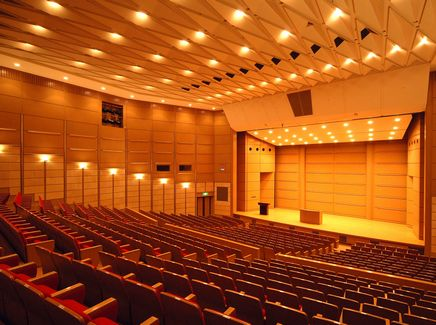
総座席数593席の石橋湛山記念講堂

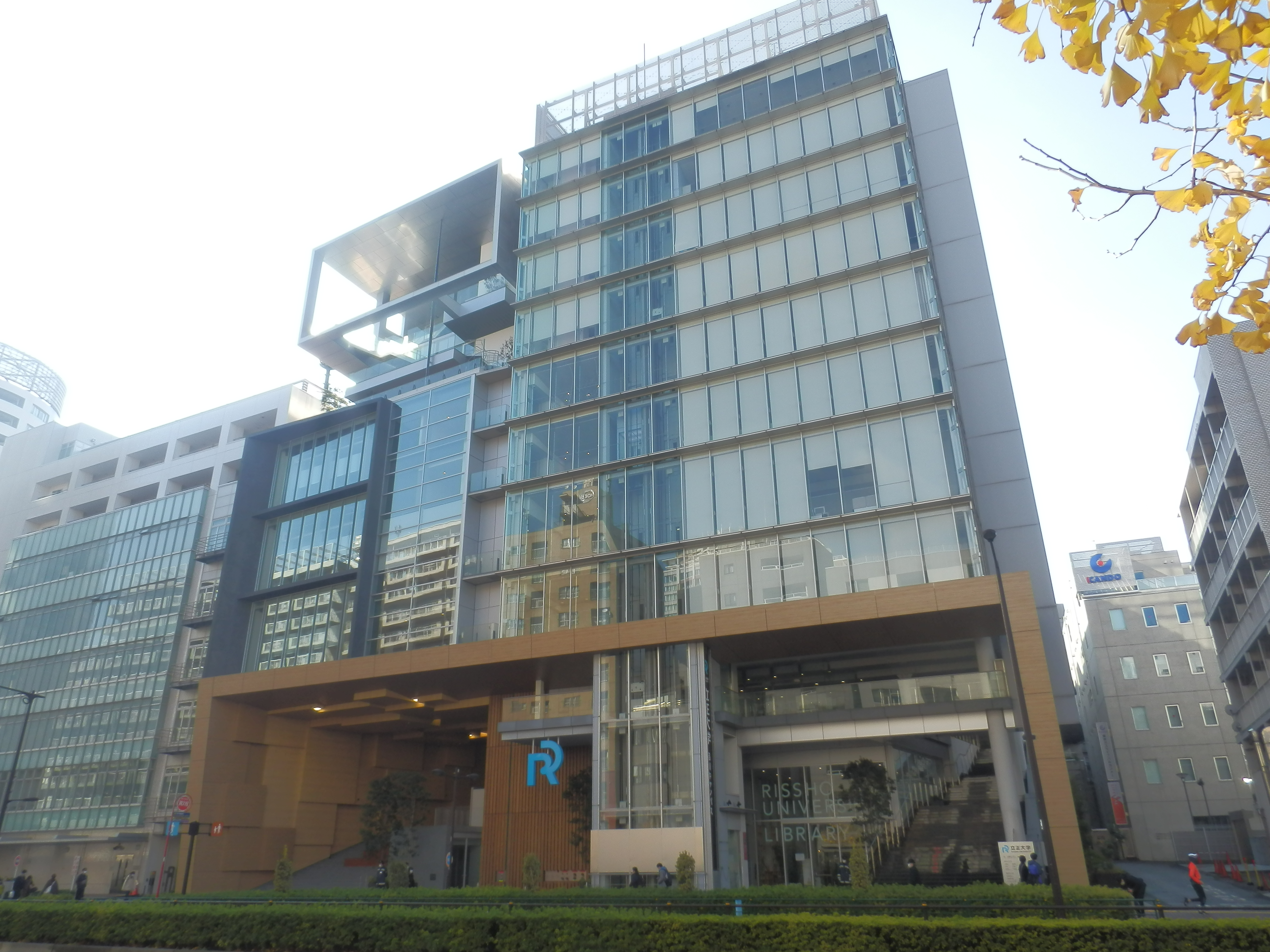
品川キャンパス11号館・13号館

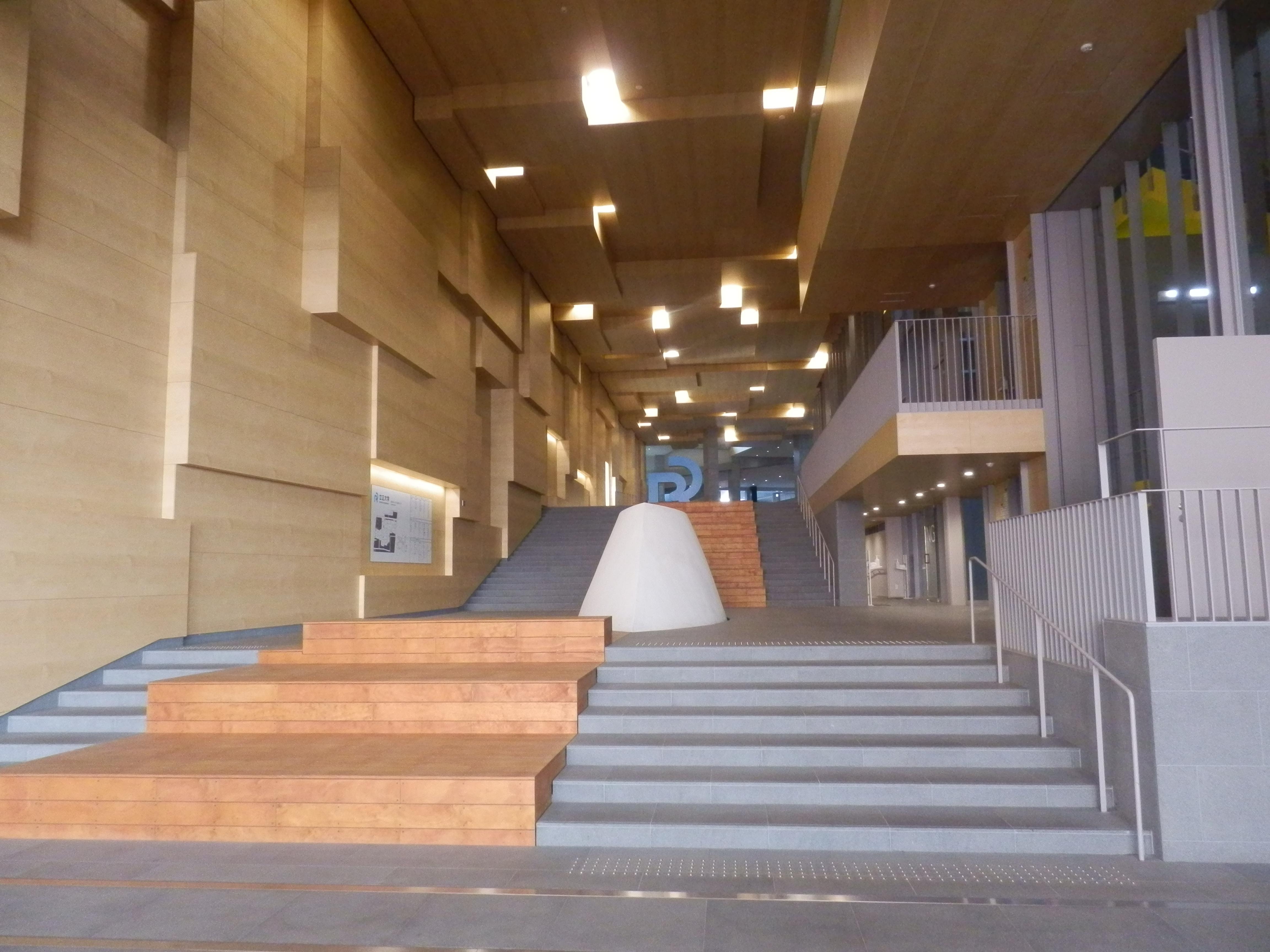
品川キャンパス13号館大階段広場

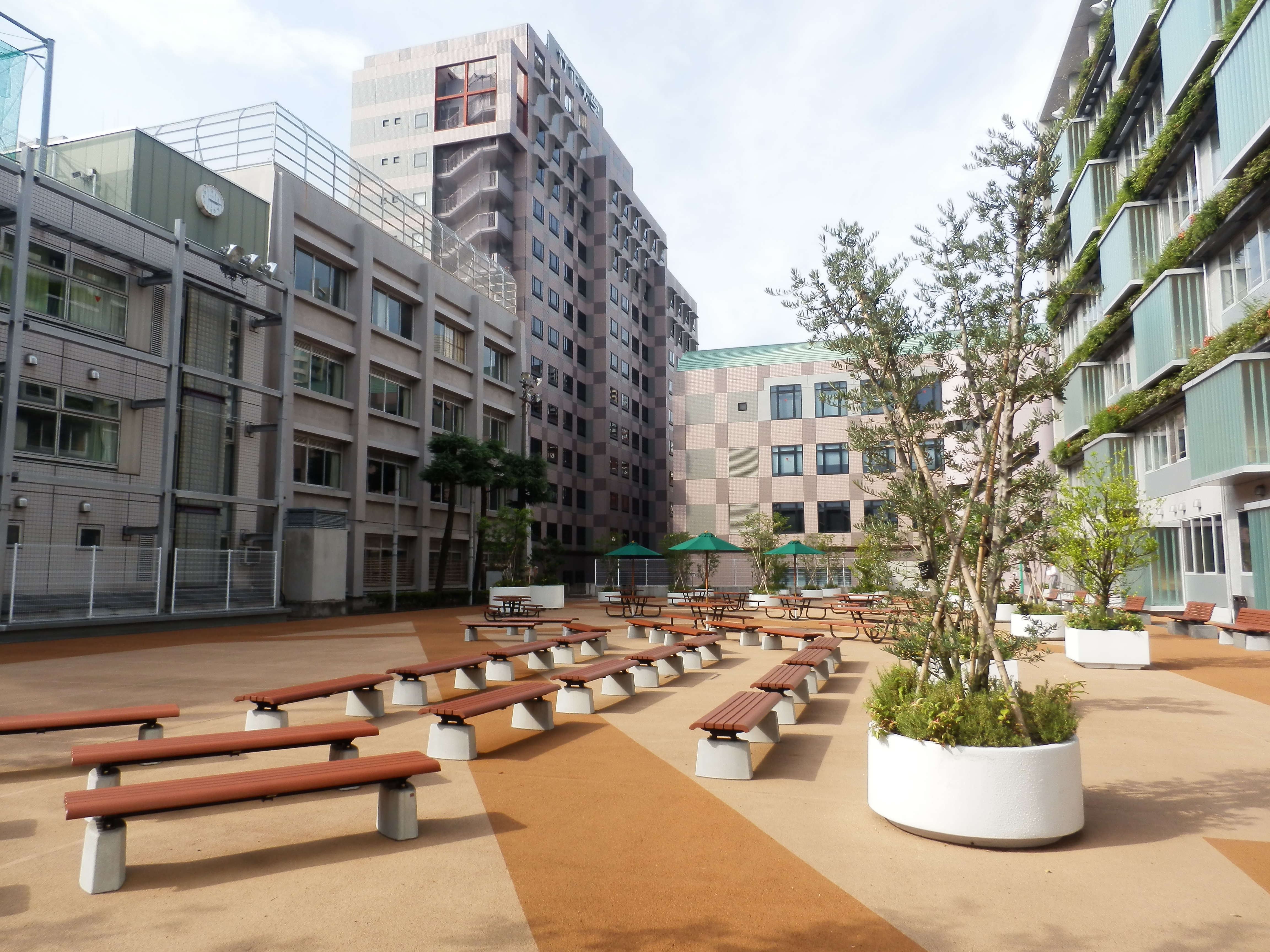
品川キャンパスの学生広場

学部
心理学部・経営学部・経済学部・文学部・仏教学部・法学部（2014年度入学者より）
交通アクセス
- 大崎駅・五反田駅から徒歩5分
- 大崎広小路駅から徒歩1分
- 不動前駅から徒歩13分
- 渋谷駅から東急バスで「大崎広小路」又は「大崎警察署前」下車

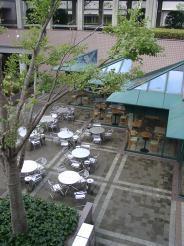
軽食喫茶のトークパレットは中庭に面した一部の席がオープンカフェになっている

食堂
- 食堂（6号館地下2階）
- 第二食堂（7号館2階）
- カフェ（6号館MB2階）
- 軽食喫茶「トークパレット」（中庭）

石橋湛山記念講堂
石橋湛山記念講堂は、開校120周年記念事業の一環として竣工した座席数593席の講堂である。講堂は地下部分に位置しており、講堂の屋上はプラザとして学生が憩う広場になっている。講堂は、主に大学の式典や各種講演会、クラシックコンサートの開催等に利用されている。
ロータスホール
ロータスギャラリー
学生会館（12号館）
学生会館はかつて6号館としてメインキャンパス内にあったが、2006年にメインキャンパスから200メートル程離れた住宅街に12号館として新設された。会議室・音楽練習場・部室・道場・シャワー室等を完備。学生会館運営委員会によって管理されている。

### 熊谷キャンパス
学部
法学部（2013年度入学者まで）・地球環境科学部・社会福祉学部・ データサイエンス学部
交通アクセス
- 森林公園駅北口、熊谷駅南口から国際十王交通RU01・RU02・RU03系統のバス10分（学生・教職員は証明書提示でバス運賃無料）
- 東松山インターチェンジから車15分

食堂
- 「ステラ」（ステラ1階）
- 「パルロット」（ステラ2階）
- 「サハー」（ユニデンス共同棟1階）
- 「アゴラ」（ユニデンス共同棟2階）
- コテージ「パドマ」（ユニデンスC館横）
- インターネットカフェ（アカデミックキューブ1階）

サークルボックス
熊谷キャンパス内のサークルボックスは、会議室・音楽練習場・部室・武道場・シャワー室・印刷室・掲示板等を完備。サークルボックス運営委員会によって管理されている。　
学生寮
「ユニデンス」は、A館（女性）400室・B館（男性）438室の完全個室の学生寮。14階建ての館内には食堂を始め、カラオケ、フィットネスルームなども設置されており、在学生・教職員が利用できる。
キャンパス温泉構想（未実現）
全国でも珍しい本格温泉を備えたキャンパスにする構想があり（金沢大学で足湯が設けられたことがある）、2005年に認可をうけて掘削調査が行われたが、湧出せず、断念された。

## 教育および研究

### 学部
- 仏教学部（2020年度入学試験より仏教学科、宗学科の両学科一括して学生募集・選抜を行っている）
  - 仏教学科
    - 思想・歴史コース
    - 文化・芸術コース

  - 宗学科
    - 日本仏教コース
    - 法華仏教コース
- 文学部
  - 哲学科
  - 史学科
  - 社会学科
  - 文学科
    - 日本語・日本文学専攻コース
    - 英語・英米文学専攻コース
- 経済学部
  - 経済学科（2018年度より学科内に以下のコースが設けられている）
    - 経済学コース
    - 国際コース
    - 金融コース
- 経営学部
  - 経営学科
    - 戦略経営系
    - 情報システム学系
    - 会計学系
    - マーケティング系
- 法学部
  - 法学科（2023年度入学試験よりコース分けを行わず、一括して学生募集・選抜を行っており、2年次以降は以下のコースに所属する）
    - 特修コース
    - 公共社会コース
    - 企業法コース
- 心理学部
  - 臨床心理学科
  - 対人・社会心理学科
- 社会福祉学部
  - 社会福祉学科
    - ソーシャルワークコース
    - 教育福祉・社会デザインコース

  - 子ども教育福祉学科
    - 幼稚園課程
    - 小学校課程
    - 保育士課程
- 地球環境科学部　
  - 環境システム学科　
    - 生物・地球コース
    - 気象・水文コース

  - 地理学科
- データサイエンス学部
  - データサイエンス学科

### 研究科
※とくに記述のない研究科と専攻は修士（博士前期）課程、博士後期課程の両課程が設置されている。
- 文学研究科
  - 仏教学専攻
    - 宗学コース
    - 仏教学コース

  - 英米文学専攻
  - 社会学専攻
  - 史学専攻
    - 日本史コース
    - 東洋史コース
    - 西洋史コース
    - 考古学コース

  - 国文学専攻
  - 哲学専攻
- 経済学研究科
  - 経済学専攻
    - 経済システム研究コース
    - 環境システム研究コース
    - 地域システム研究コース
- 法学研究科
  - 法学専攻（修士課程/2年制課程のほかに1年制課程もある）
- 経営学研究科
  - 経営学専攻（修士課程）
    - アカデミックコース
    - ビジネス・ソリューションコース
- 社会福祉学研究科
  - 社会福祉学専攻
  - 教育福祉学専攻（修士課程）
- 地球環境科学研究科
「文部科学省私立大学学術研究高度化推進事業・オープンリサーチセンター整備事業」に選定されている。
  - 環境システム学専攻
    - 地圏環境学分野
    - 気圏環境学分野
    - 水圏環境学分野
    - 生物圏環境学分野
    - 地球環境情報学分野

  - 地理空間システム学専攻
    - 人文地理学研究分野
    - 自然地理学研究分野
    - 地理教育研究分野
    - 地理情報科学研究分野
- 心理学研究科
  - 臨床心理学専攻（修士課程）
  - 対人・社会心理学専攻（修士課程）
  - 応用心理学専攻（修士課程）
  - 心理学専攻（博士後期課程）　
    - 臨床心理学領域
    - 応用心理学領域
    - 対人・社会心理学領域

### 付属機関[3]

#### 大学付置研究所
- 心理学研究所

2002年の心理学部開設と同時に発足した心理学研究所は、主に臨床心理学、基礎・応用心理学・教育学、対人・社会心理学の3領域から、心理学に関する幅広い研究・調査、技術開発を促進し、社会に貢献することを目的としている。
本研究所における研究は、単年度計画に基づく個人研究と3年計画による共同研究の2種類があり研究助成を行っている。個人研究では、若手研究員の申請を優先的に採用、助成し、最先端の研究の推進を図ってきた。他方、3年計画による共同研究では、臨床心理学、基礎・応用心理学・教育学、対人社会心理学の3領域をクロスオーバーする「Work Life Balanceの国際的研究」「イメージと行動」などの共同研究を行っている。また、社会的課題やニーズに応じた、「被害者・被災者支援に関する研究 」「臨床心理職にとって望まれる技能の研究 」「近年の若者の対人関係特性の社会心理学的研究」などのテーマによる共同研究なども行っている。これら研究助成に加え、心理学研究所では研究発表や心理学研究所紀要の発行も行っている。開設から11年目を迎えた2012年度には、東洋大学21世紀ヒューマン・インターラクション・リサーチ・センター等と学術・研究に関する協定を結んだ。
- 環境科学研究所
- 社会福祉研究所
- 法制研究所
- 産業経営研究所

毎年多くの先端的な研究プロジェクトを実施していて、現代的な産業社会・企業経営の問題に対応すべく産業界との共同研究や海外研究者との共同研究等も積極的に進めている。研究所スタッフの研究成果は『立正大学産業経営研究所年報』および『産業経営研究所叢書』を通じて発表され、高い評価を得ている。
- 経済研究所
- 人文科学研究所
- 法華経文化研究所

多くの経典のなかでも特に重要な法華経の研究は、設立当初より研究所で行なわれ、漢文はもとよりインドやシルクロードなどのアジア諸地域で発見されたサンスクリット語や、チベット語等の写本の研究では世界的に最も有名な研究所の一つである。長年の研究の成果は『梵文法華経写本集成』全12巻・『法華経関係稀覯資料集成データベース』として刊行され、現在ではインド、チベット、中国、朝鮮半島、シルクロードといったアジア全域の仏教の研究を総括して行なっている。
- 日蓮教学研究所

日蓮教学研究の基本文献である『昭和定本日蓮聖人遺文』『日蓮聖人遺文辞典』の編纂をはじめその活動は学界で高い評価を得ている。
- 臨床心理センター
- オープンリサーチセンター
- 研究推進・地域連携センター

#### その他機関
- 総合学術情報センター
- 情報メディアセンター

品川キャンパスと熊谷キャンパスにあり、それぞれ設置学部に関連する分野の資料を 主に所蔵している。品川キャンパスにおいては、人文系・社会科学系資料を中心に、本学の長い歴史に裏づけられた充実した蔵書構成になっている。資料の中には貴重な仏教書も所蔵しており、特に日蓮宗関係資料は綱羅的に収集している。また、熊谷キャンパスにおいては、地理学の泰斗、田中啓爾博士より寄贈された資料を田中啓爾文庫として所蔵している。文庫には、江戸時代の和装本や戦前の地理学関係図書,古地図などの貴重な資料が数多くある。情報メディアセンターでは、「新世代ICTの拠点」を目指し、様々なコンピュータ環境を必要とする教育・研究分野において最適な情報環境資源を供給し、高度情報化社会や経済のグローバル化に対応する知識・問題解決能力を習得可能な最新のハードウェア設備とソフトウェアを導入している。 学生は、オープン端末やネットカフェでいつでも自由に、e-Learning教材等多様なソフトウェアを利用し、レポート作成、自学自習、情報収集、メール等が利用できる。 
- 立正大学国際交流センター
- 立正大学博物館
- 大学史料編纂室
- 軽井沢研修所 - 長野県北佐久郡軽井沢町追分56-40

閉鎖した機関
- 八ヶ岳研修所（平成23年9月30日閉館）- 山梨県北杜市大泉町西井出8240-2100

### 研究

#### ケアロジー（carelogy）
立正大学では建学の精神に基づき、研究ビジョンを構築し「ケアロジー」（ケア学）を提唱している。「ケアロジー」とは、人間・社会・地球の関係性を一つのものとして捉え、学際的・複眼的なアプローチ（「人文科学」｢社会科学」「地球科学」の融合）の下に関係性を修復する視点のことである。家族や地域の繋がりが希薄になり、環境破壊が進行している今だからこそ、人文・社会・自然の諸科学を融合して、人間の心と身体、社会、地球環境をめぐる問題に取り組み、豊かな人間社会を創造することを目指している。

#### 私立大学学術研究高度化推進事業
オープンリサーチセンター整備事業
地球環境科学研究所
（ジオインフォマチックスの地域利用および環境教育への適用に関する研究、荒川流域における土地被覆変化に伴う水辺環境の変遷および修復に関する研究、環境共生型手法による地水再生に関する研究）

#### サイバーキャンパス整備事業
立正大学サイバーキャンパスネットワークプロジェクト
文部科学省サイバーキャンパス整備事業の指定を受け、遠隔教育システムを最大限活用するインフラストラクチャを構築し、高精彩画像・高品質音声を活用したデジタルビデオ方式を中心としたリアルタイム遠隔教育環境を整備した。また、VRシステム等を活用した遠隔教育の充実を図っている。

#### 産学官連携
立正大学研究推進・地域連携センター
産学官連携においては、立正大学研究推進・地域連携センターを中心とし、包括的な研究支援を行うべく、科学研究費助成事業を始めとする競争的資金の獲得及び受託研究事業の受入、各研究・連携事業が円滑に進むよう外部と研究者の間に立つコンシェルジュとして、受入から終了までの各事務サポートを行っている。また、教育と研究を中心とした伝統的な活動にとどまらず、地域社会への開放的・知的な貢献に応えることが大学の使命と考えることから、本学の知の資産である研究者を中心としたサスティナブルな地域連携を積極的に推進している。
- 立正大学研究推進・地域連携センター　

### 教育

#### 私立大学教育研究高度化推進事業
キャリア形成支援「進路支援から就職支援へのプラン」
キャリアサポートセンター
キャリアサポートセンターが推進する「キャリア形成支援」は、卒業後の社会生活や職業生活を適切に送るための人生観や職業観の確立を目指し立正大学が独自に開発した。主体的に進路を選択できる能力・姿勢を、入学当初から在学中一貫して育成することを目指した「キャリア形成教育」を、全学部横断的なカリキュラムとして組み込んでいることが大きな特色である。

## トピックス

### 立正生
立正大学に在学する学生・院生においては、大学への愛着や親しみを込めて「立正生」と呼ばれている。「立正生」は付属校である立正大学付属立正中学校・高等学校の在校生徒においても呼ばれており、上記愛称は各種広告媒体などにおいて幅広く活用されている。

### キャンパスグッズ
キャンパスグッズに「ハローキティ」ストラップ誕生
立正大学のキャンパスグッズとして「ハローキティ」ストラップが誕生した。経営学部のゼミにおいて立案企画しサンリオとタイアップして商品化された。親しみやすいキャラクターを探るため、ゼミで学生たちに「立正大学をイメージするキャラクター」を調査したところ、RISSHOを略してRIS=リスという回答が多数あり、リスの「ハローキティ」が誕生した。なお、パッケージは校章の「橘の花」とスクールカラーの「グリーン」を使用している（キャンパス内でのみ限定販売）。

### 再開発事業
現在、品川キャンパス・熊谷キャンパスともに再開発事業が進行中である。

## 学生生活

### 大学祭
大学祭は毎年11月に、橘花祭（品川キャンパス）、星霜祭（熊谷キャンパス）が行われている。

### サークル活動
立正大学には200を超えるクラブサークル団体が活動している。
昼間主コースでは、特殊団体、独立団体、体育会、文化団体連合会、研究会連合、学術研究団体、スポーツ愛好団体、文化学芸愛好団体、親睦団体、夜間主コースでは、特殊団体、サークル協議会に分けられており、各団体において活発な活動を行っている。

#### 文化系団体
立正大学グリークラブ
立正大学グリークラブは全日本合唱連盟・東京都合唱連盟に所属している。全日本合唱コンクール上位入賞の常連であり、最近の活躍では立正大学グリークラブが2001～2005年まで連続して5年連続金賞、NHK賞を受賞した。
立正大学吹奏楽部
立正大学吹奏楽部は全日本吹奏楽連盟・全日本学生吹奏楽連盟・東京都吹奏楽連盟・東京都大学吹奏楽連盟に所属している。1961年の創部以来、部訓である「和と前進」に沿った活動を展開している。音楽監督に佐藤正人氏を迎えた1996年以降、全日本吹奏楽コンクールには、翌年の1997年、2016年、2017年の3度出場を果たしている。なお、東京都吹奏楽コンクール大学の部(都大会・本選/全日本吹奏楽コンクール予選)には、1996年以降毎年出場団体として推薦されており、同吹奏楽コンクールでは常に上位入賞している。

#### スポーツ

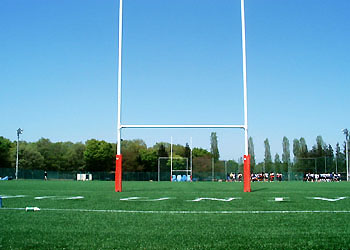
熊谷キャンパス内に位置するラグビー場

硬式野球部
立正大学硬式野球部は東都大学野球連盟に所属している。硬式野球部の近況は2005年春季リーグで2部優勝を果たし1部昇格した。2006年春季リーグでは1部リーグ最下位となり2部リーグに降格したものの2007年春季リーグで2部優勝。入替戦で専大に勝ち越し3季ぶりの1部リーグ昇格を果たした。2009年の春季リーグでは最下位に終わったものの入替戦で専大に勝ち残留。秋季リーグ戦では悲願の初優勝を果たした。また、同年の明治神宮野球大会で初出場初優勝の快挙を達成した。野球部OBには埼玉西武ライオンズで活躍した西口文也、北海道日本ハムファイターズで活躍した武田勝、中日ドラゴンズに在籍し、現在は立正大学でコーチを務めている金剛弘樹などプロ野球・社会人野球に数多くの出身者を送り出した。
ラグビー部
立正大学ラグビー部は関東大学ラグビーリーグ戦グループに所属している。1983年に2部昇格、1986年特別強化クラブに認定され、2004年1部昇格した。監督は元全日本代表の堀越正巳（早稲田大学ラグビー部OB）。堀越は元日本代表で勝負強さのある名SHだった。チームも年々着実に力を付けてきており目標である大学選手権出場へ向けて奮闘中である。OBはパスカ・マパカイトロ（神戸製鋼コベルコスティーラーズ）らが活躍中。
サッカー部
立正大学サッカー部は関東大学サッカーリーグに所属している。2006年に東京都大学サッカーリーグ1部へ降格したあと、長らく昇格できなかったが、2017年に関東大学サッカーリーグ2部に復帰、2018年に関東大学サッカーリーグ1部に初昇格した。平成15年4月より、Jリーグ・ジェフユナイテッド千葉と強化提携を結んでおり、監督・コーチの派遣、プロフェッショナルな指導やプロチームと試合・交流を行うことにより、着実に力を付けて来ている。現コーチの松本はジェフユナイテッド市原・千葉トップチームのコーチ時代にイビチャ・オシム（元日本代表監督）のもとでナビスコカップ優勝の実績を持つ。OBは新井健二（シンガポール・ホーム・ユナイテッドFC、元アルビレックス新潟）、安英学（元柏レイソル）など。2022年は天皇杯東京都予選を勝ち抜き東京都の代表に選出されたが、一回戦で神奈川県代表の桐蔭横浜大学に敗退した。
陸上競技部駅伝ブロック
陸上競技部駅伝ブロックは、立正大学150周年記念事業の一環として、陸上競技部に駅伝部門を創設し、陸上競技部の歴史と伝統を継承し全国レベルの駅伝大会への挑戦をスタートした。現在の駅伝部監督は服部翔大氏が就任している。

## 大学関係者と組織

### 大学関係者組織
立正大学校友会
立正大学校友会は2009年4月に設立され、立正大学・大学院在学生、大学卒業生・大学院修了生、短期大学部・保育専門学校卒業生、現元教職員を会員とし、立正大学、立正大学同窓会、立正大学短期大学部・保育専門学校同窓会、立正大学郵政会、立正大学橘父母会を構成団体とする。立正大学の更なる発展に向けて各構成団体が連携し校友委員会の下、学生支援事業・校友会構成団体支援事業・情報サービス・会員情報の整備や管理運用等の事業などが行われている。
立正大学同窓会
立正大学同窓会は、1960年8月、立正大学に同窓会本部の事務局を開設し、これを機に旧来より活動していた「旧学部系同窓会」と「旧専門部系橘会」を統合する。1962年12月に立正大学同窓会連合が発足。1966年に理事会会則を明文化、翌年1967年に会則を制定し、現在の「立正大学同窓会」に至る。各都道府県の支部同窓会・各学部の学部同窓会と組織化されている。
立正大学橘父兄会
立正大学橘父兄会は、1964年に設立され、立正大学（含大学院）に在学する学生の父母、もしくは保護者を会員とする団体である。現在、会員数は約13,000名の大組織で、会員の会費によって運営されている。名称は大学の校章が『橘』であることに由来している。
立正大学郵政会
立正大学郵政会は1959年に大学と当時の郵政省の合意によって設立される。郵政会主催の郵政事業講座等が開催され、本会の修了生は5,800余名におよび、1,000名以上が郵便局長として、2,000名以上が日本郵政グループで活躍している。

## 対外関係

### 他大学との協定
立正大学は下記の大学・大学校・研究機関と大学間協定・学部間協定・学術交流協定を締結している。

#### 海外協定大学・大学校
アメリカ
- サザンメイン大学
- ハワイ大学
- ワシントン大学
- カリフォルニア大学バークレイ校
- リンフィールド・カレッジ
- ハーバード大学ライシャワー日本研究所

 カナダ
- ビクトリア大学
- カルガリー大学

 イギリス
- カンタベリー・クライスト・チャーチ大学

 ニュージーランド
- サザンインスティチュートオブテクノロジー
- オタゴ大学

 オーストラリア
- ディーキン大学
- カーティン大学

 スペイン
- アルカラ大学

 オランダ
- ライデン大学

 ドイツ
- ゲッティンゲン大学

 タイ
- タマサート大学

 フィリピン
- フィリピン大学
- ミンダナオ国際大学

 ベトナム
- ベトナム国家大学ハノイ校
- タンロン大学
- FPT大学

 ウズベキスタン
- テルメズ大学

 中国
- 北京師範大学
- 南京大学
- 中国海洋大学
- 中国人民大学
- 天津師範大学
- 華東師範大学
- 新疆大学
- 中央民族大学
- 南京地理与湖泊研究所
- 内蒙古師範大学
- 西蔵大学（チベット大学）
- 復旦大学
- 北京大学
- 北京交通大学

 韓国
- 威徳大学
- 東国大学校
- 韓国精神文化研究院
- 国民大学校
- 建国大学校
- 新羅大学校
- 圓光大学校
- 翰林大学校

 台湾（中華民国）
- 玄奘大学
- 中華佛學研究所
- 福嚴佛学院
- 法鼓仏教学院
- 南華大学

#### 大学コンソーシアム
- しながわ大学連携推進協議会
- 仏教図書館協会東地区相互利用
- 埼玉県大学・短期大学図書館協議会

## 付属学校
- 立正大学付属立正中学校・高等学校
- 立正大学淞南高等学校（準付属校）[注釈 1]

### 関係校・関係機関
立正大学の付属学校ではなく、別法人が設置する関係校及び関係機関に関しては本節にてまとめる。
- 立正幼稚園（学校法人熊谷立正学園 立正大学系列）
- 特別養護老人ホーム　立正たちばなホーム（社会福祉法人立正橘福祉会　学校法人立正大学学園を母体とする。）
- 東京立正中学校・高等学校（教育提携校 学校法人堀之内学園）

## 社会との関わり

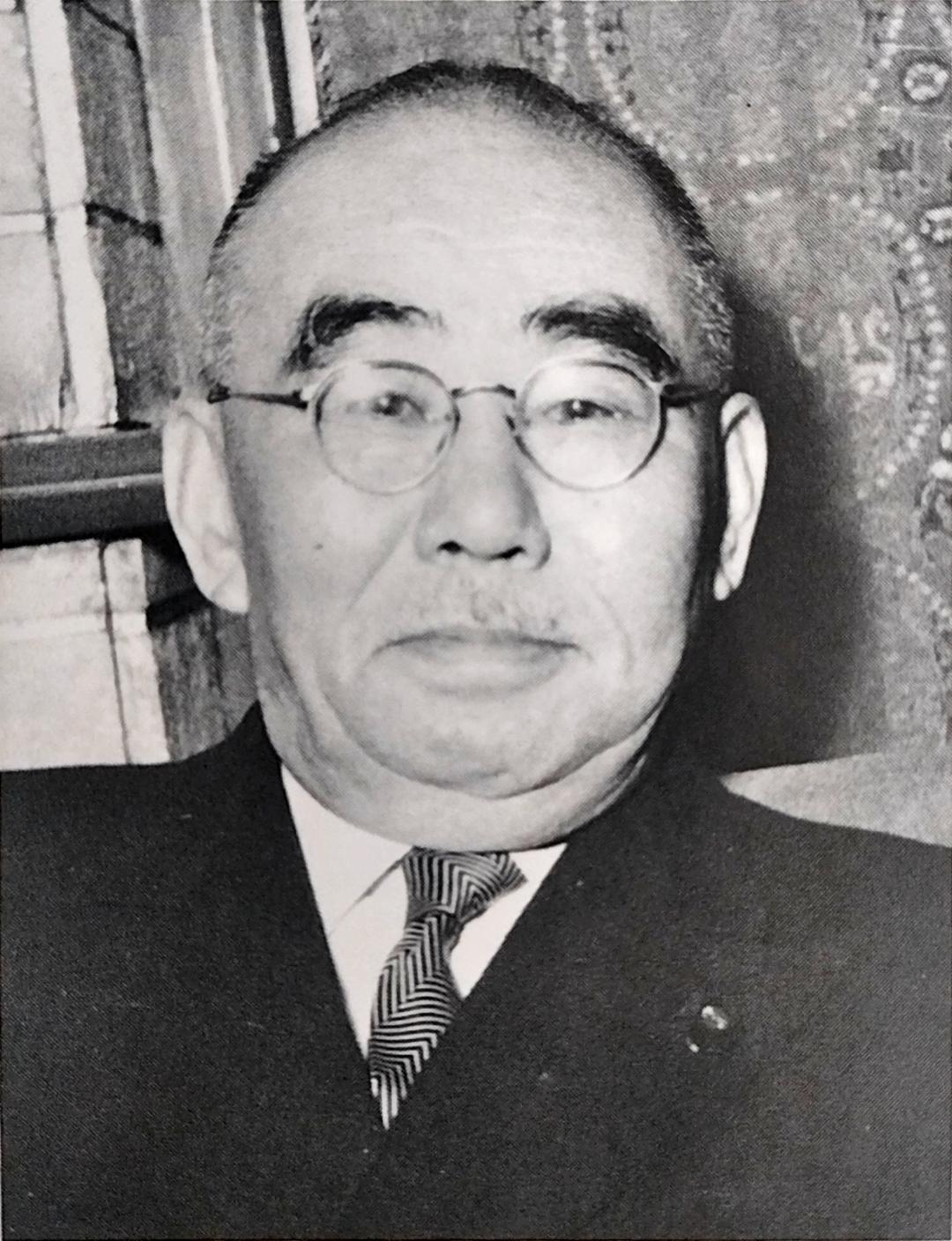
石橋湛山

### 第16代学長 石橋湛山[6]
「日本のケインズ」とも称された石橋湛山は、1952～68年の長期にわたり学長を務め、法華経の精神と学問の実践とを一体化する生き方を説いた。立正大学の総合大学化を目指し、建学の精神をわかりやすく具現化、当時開設されたばかりの経済学部の強化を図っている。また、石橋は生涯にわたり自由主義と民主主義の観点に立ち、ジャーナリストとしても絶えず時代をリードする健筆をふるった。政治家としては1956年に第55代内閣総理大臣に就任し、日中・日ソ相互の国交回復のために自ら先頭に立ち、日本の外交史のみならず、世界平和のために足跡を残した。

## Wiki関係他プロジェクトリンク
- ウィキメディア・コモンズ(Wikimedia Commons)
  - 立正大学

- ウィキソース（Wikisource）
  - 立正大学校歌